# Litet bo
Litet bo är en svensk komedifilm från 1956 i regi av Arne Mattsson. I huvudrollerna ses Maj-Britt Nilsson, Folke Sundquist, Edvin Adolphson, Nils Hallberg och Siv Ericks. 

## Om filmen
Filmen hade premiär den 30 januari 1956 på biograf Royal vid Kungsgatan i Stockholm. Den spelades in 1955 på bland annat Norrmalmstorg och vid Kungsklippan i Stockholm, i Helsingborg, på Tivoli i Köpenhamn, Dyrehavsbakken och i Helsingör. 
Litet bo har visats vid ett flertal tillfällen i SVT.

## Rollista i urval
- Maj-Britt Nilsson – Alva Nilsson, expedit i skobutik
- Folke Sundquist – Lennart Ljung, kontorist på försäkringsaktiebolag Ultima
- Edvin Adolphson – "Stor-Knutte", Knut Olsson, långtradarchaufför
- Siv Ericks	– Emy, Stor-Knuttes fru
- Nils Hallberg – Hasse Berggren, Lennarts arbetskamrat
- Henny Moan – Li, norska
- Preben Mahrt – Leo, karusellskötare
- Malene Schwartz – Christl, flicka i skjutbanestånd, Leos fru
- Douglas Håge – Anselm Qvist, pensionerad musikfanjunkare
- Marguerite Viby – dansk lärarinna på tåg
- Stig Järrel – direktör på försäkringsbolag
- Sigge Fürst – kontorschef på försäkringsbolag
- Brita Öberg – föreståndare för skobutik
- John Melin – kund i skobutik
- Carl-Gustaf Lindstedt – onykter nattvandrare
- Birger Lensander – Hagström, portvakt
- Stig Johanson – långtradarchaufför
- Sven Magnusson – kille med motorbåt
- Curt Löwgren – hans kompis
- Yngve Nordwall – ASG-man i Helsingborg
- Carl-Axel Elfving – spårvagnskonduktör
- Claes Esphagen – poliskonstapel